# 漸逝波

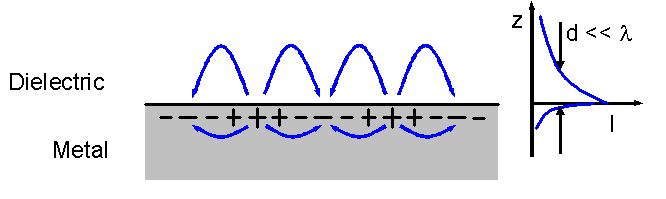
沿金屬-電介質界面傳播的表面波（表面等離激元）的示意圖。 遠離表面的場以指數方式消失（右圖），因此這些場在z方向上被描述為漸逝。

漸逝波（又稱為隱失波、消逝波、消散波、倏逝波、衰逝波等）是指當光波從光密介質入射到光疏介質時，發生全反射而光疏介質一侧所產生的一種電磁波。由於其振幅隨與分界面垂直的深度的增大而呈指数形式衰减，而隨切線方向改變相位，因此也是一種表面波。漸逝波是近场的，强度随着呈指数衰减的，没有被吸收的，其解是距边界的距离x的函数。漸逝波作为波动方程的解，可以运用于任何波动方程。形成于两种拥有不同的波动性质的介质的边界上。在距离表面三分之一波长的距离下最为强烈。特别的，漸逝波可以发生在除了光学的其它情况下，如电磁辐射、声学、机械波的情况下。也许是因为所有的物理量在物理界面附近是渐变的，而不是突变, 即对于物理量而言，介质之间不是一个简单的界面，而是一个过渡层。倏逝波反映了物理量在过渡层中的变化规律。它更类似于驻波，而不是行波。

## 原理
當光由光密介質（折射率為 n1）入射到光疏介質（折射率為n2）時，入射角為θi則折射角由司乃耳定律（Snell’s law）可得為θt，可由以下數學式表示：{\displaystyle n_{1}\sin \theta _{i}=n_{2}\sin \theta _{t}}。
接著改變入射角θi使其慢慢增大，直到折射角θt為90度，我們稱此入射角為臨界角θc，接著繼續增加入射角 {\displaystyle \theta _{i}} 使其大於臨界角 {\displaystyle \theta _{c}}，此時光波產生全內反射。
在光密介質 {\displaystyle n_{1}} 內，反射波與入射波干涉，在介面附近形成駐波，而極小部分的能量會滲入光疏介質 {\displaystyle n_{2}} ，電磁場會透出一段距離並沿著介面傳播此即為漸逝波。
漸逝波的強度是隨著與介面傳播的距離成指數衰減的關係，透出一小段距離 {\displaystyle \delta _{z}} 稱為穿透深度dp（depth of penetration），其定義為當穿透之光波強度減弱至原光波強度的三分之一(1/e=36.8%)時的距離。
{\displaystyle \delta _{z}={\frac {\frac {\lambda }{2\pi }}{\sqrt {\left({\frac {n_{1}}{n_{2}}}\right)^{2}\sin ^{2}\theta _{i}-1}}}}
採用受抑全內反射的方法可以探测該漸逝波的衰减程度，因此其可用來测量兩表面間的距離，進而得知上下兩表面的共同粗糙度。

## 應用
漸逝波在各個領域都有廣泛的應用。在光學上特別廣泛。
例如利用漸逝波原理製成的分光鏡如圖。

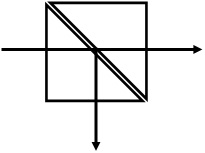
分光鏡示意圖。

如果只有單片稜鏡，光線發生全反射。而使用兩片稜鏡，改變稜鏡間的空氣間隙大小，則能改變分光的比例。同樣的原理，也可以在光纖的外層上加一光密物質從而得到光纖內部的性質。